# 小行星15034
小行星15034（15034 Décines）是一颗绕太阳运转的小行星，为主小行星带小行星。该小行星于1998年11月16日发现。

## 轨道参数
小行星15034的轨道半长轴为2.4122201 UA，离心率为0.151。